# Dienerella parilis
Dienerella parilis là một loài bọ cánh cứng trong họ Latridiidae. Loài này được Rey miêu tả khoa học năm 1889.